# Privilegio di Worms (ebrei)
Il privilegio di Worms era un privilegio imperiale concesso da Enrico IV agli ebrei di Worms nel 1090 per prevenire ulteriori pogrom.
Il privilegio di Worms garantiva agli ebrei:
- protezione della vita e della proprietà;
- libertà di attività economica e di pratica religiosa;
- il diritto di assumere personale domestico cristiano;
- l'autonomia della comunità ebraica nelle questioni legali ebraiche interne;
- norme procedurali vincolanti per le controversie tra ebrei e cristiani.

Enrico IV non voleva proteggere l'integrità personale degli ebrei con questi diritti -per esempio per carità cristiana; piuttosto, intendeva proteggere le casse dell'impero dalle perdite fiscali dovute ai temuti pogrom contro gli ebrei. Inoltre, le proprietà di questi non dovevano essere saccheggiate, ma dovevano andare ai rispettivi signori territoriali.
Con il privilegio di Worms, Enrico IV creò uno statuto giuridico innovativo, una raccolta di norme giuridiche che avrebbero plasmato il rapporto tra ebrei e cristiani per secoli, sia in positivo che in negativo, e che stabiliva lo status giuridico degli ebrei come servitori imperiali nell'impero romano. L'importanza del privilegio di Worms è dimostrata anche dalla successiva incorporazione del privilegio da parte di Federico I del 1157, imitato dal nipote Federico II nel 1236 e dall'arcivescovo di Colonia nel 1360 nell'ambito del reinsediamento degli ebrei a Colonia dopo la persecuzione della peste.